# Forkorus Yoboisembut
 (décembre 2011).
Forkorus Yoboisembut est un militant politique indonésien, partisan de l'indépendance de la Papouasie occidentale.

## Biographie
Il est président du conseil Dewan Adat Papua (DAP). Il appelait à ouvrir une enquête indépendante portant sur la mort d’Yawan Wayeni, en affirmant que celle qui avait lieu en Indonésie ne donnera pas les résultats acceptables. Il critiquait aussi le programme gouvernemental dont l’objectif était de faciliter les migrations des Javanais aux territoires où vivaient traditionnellement les Papouasiens.
Il a participé dans le IIIe Congrès du Peuple papouasien en Abepour (17-19 octobre 2011), où il a été élu le président intérimaire de la République démocratique de Papouasie occidentale, symboliquement proclamée pendant le congrès, avec Edison Waromi pour premier ministre. Le 19 octobre, il a été arrêté, puis accusé de trahison d’état.